# Сливово (община Дебърца)
 Тази статия е за селото в Северна Македония.  За селото в България вижте Сливово.  
Сливово (на македонска литературна норма: Сливово) е село в община Дебърца на Северна Македония.

## География
Селото е в Горна Дебърца, част от котловината Дебърца между Илинската планина от изток и Славей планина от запад.

## История
В XX век Сливово е българско село в нахия Дебърца на Охридската каза на Османската империя. В „Етнография на вилаетите Адрианопол, Монастир и Салоника“, издадена в Константинопол в 1878 година и отразяваща статистиката на населението от 1873 година, Слихово (Slihovo) е посочено като село с 80 домакинства с 218 жители българи.
Според Васил Кънчов в 90-те години Сливово има 60 къщи. Според статистиката му („Македония. Етнография и статистика“) от 1900 година Сливово е населявано от 400 жители, всички българи християни.
На Етнографската карта на Битолския вилает на Картографския институт в София от 1901 година Сливово е чисто българско село в Охридската каза на Битолския санджак с 52 къщи.
В началото на XX век цялото население на селото е под върховенството на Българската екзархия. По данни на секретаря на екзархията Димитър Мишев („La Macédoine et sa Population Chrétienne“) в 1905 година в Сливово има 480 българи екзархисти и функционира българско училище.
При избухването на Балканската война в 1912 година 38 души от Сливово са доброволци в Македоно-одринското опълчение.
Според преброяването от 2002 година селото има 16 жители македонци.
| Националност | Всичко |
| македонци    | 16     |
| албанци      | 0      |
| турци        | 0      |
| роми         | 0      |
| власи        | 0      |
| сърби        | 0      |
| бошняци      | 0      |
| други        | 0      |

## Личности
Починали в Сливово
- Алексо Трайков, български революционер от ВМОРО[8]
- Божин Андрев, български революционер от ВМОРО[9]
- Гаврил Филипов Димов, български революционер от ВМОРО[10]
- Димче Димчев, български революционер от ВМОРО[10]
- Йон Милошов Белчев, български революционер от ВМОРО.[9]
- Менка Димкова Милошева, българска революционерка от ВМОРО[11]
- Мино Димитров (1872 – 1936), български революционер
- Михаил Георги, арестуван през октомври 1903 година, обвинен в „даване на убежище на българските разбойници“, осъден на 5 години каторга, заточен в Диарбекир, амнистиран с общата амнистия от 12 април 1904 година[12]
- Мицко Якимов Гурков, български революционер от ВМОРО[13]
- Мице Янкуловски (р. 1954), северномакедонски художник
- Наум Иловски (? – 1903), войвода на четата от Глобочица през Илинденско-Преображенското въстание, загинал на 4 август 1903 година заедно с петима четници в местността Горица край Сливово[14]
- Никола Трайче, арестуван през октомври 1903 година, обвинен в „даване на убежище на българските разбойници“, осъден на 5 години каторга, заточен в Диарбекир, амнистиран с общата амнистия от 12 април 1904 година[12]
- Ноле Петко, арестуван през октомври 1903 година, обвинен в „даване на убежище на българските разбойници“, осъден на 5 години каторга, заточен в Диарбекир, амнистиран с общата амнистия от 12 април 1904 година[12]
- Онуфрий Петков Димов, български революционер от ВМОРО[10]
- Силян Йованов Стойков, български революционер от ВМОРО[8]
- Софко Стойков Гюрков, български революционер от ВМОРО[10]
- Ставре Софиов Иванов, български революционер от ВМОРО[13]
- Стоян Коста, арестуван през октомври 1903 година, обвинен в „даване на убежище на българските разбойници“, осъден на 5 години каторга, заточен в Диарбекир, амнистиран с общата амнистия от 12 април 1904 година[15]
- Сърбин Янкула, арестуван през октомври 1903 година, обвинен в „даване на убежище на българските разбойници“, осъден на 5 години каторга, заточен в Диарбекир, амнистиран с общата амнистия от 12 април 1904 година[12]
- Трайче Георгиев, български революционер от ВМОРО[10]
- Трайче Христов Налков, български революционер от ВМОРО[11]
- Христо Попов, български революционер, участник в Демирхисарския заговор[16]
- Цветан Стрезо, арестуван през септември 1903 година, обвинен в „присъединяване към българските разбойници“, осъден на 10 години каторга, заточен в Диарбекир, амнистиран с общата амнистия от 12 април 1904 година[17]

Свързани със Сливово
- Трайко Веляноски (р. 1962), северномакедонски политик